# 卓佳集團
卓佳集團有限公司，簡稱卓佳（Tricor），是總部位於香港的一家專業綜合外判服務業者，其領域包括商務、企業及投資者服務。
集團成立於2000年，主要成員公司包括：雅柏勤證券登記有限公司、準誠證券登記有限公司、廣進證券登記有限公司、秘書商業服務有限公司、標準証券登記有限公司、登捷時有限公司及卓佳證券登記有限公司，所有成員公司將統一於卓佳集團之企業品牌之下。
2003年10月1日起，東亞銀行集團成員卓佳專業商務有限公司正式成立，成為卓佳集團商業服務之總旗艦。卓佳專業商務有限公司為香港最大之商業、企業及投資綜合服務供應商其綜合客戶群約佔香港證券交易所上市公司數目之六成五，以上市公司數目計，亦為香港最大的股份過戶登記處。
卓佳主要透過收購大型國際會計公司之證券登記業務、商業管理及企業秘書服務等，拓建其營運組織。在2001年開始透過收購三大會計師行旗下證券登記、公司秘書及商業支援服務的公司。並將所購入的公司全部合併於卓佳集團旗下營運。同時，所有業務亦會將遷往並集中於香港的總辦事處繼續運作。目前有業務經營之國家及地區包括：中國、香港、馬來西亞、新加坡、泰國、英屬維京群島、澳洲、巴巴多斯、汶萊、開曼群島、印度、印尼、愛爾蘭、日本、南韓、納閩、澳門、台北、英國、三藩市美國、越南等。

## 規模
卓佳於全球有47個辦事處，專業人員和後勤人員人數達2600以上，其中630名專業人員或後勤人員是通過合法認證的專業人士，包括認證會計師和公司秘書。卓佳迄今為止為50,000多家全球客戶提供過專業建議，為財富雜誌全球500强企業中40%提供服務，於香港和中國上市的1,500多間公司提供投資者和首次招股等服務，並為新加坡及馬來西亞500多間公眾公司提供服務。

## 歷史
1970年，隨著金銀證券交易所、遠東交易所（兩者為香港交易所前身）成立後，華資企業相繼上市，故此在合併前的關黃陳方會計師行（德勤關黃陳方會計師行前身）旗下準誠證券登記有限公司、廣進證券登記有限公司、 標準證券登記有限公司、 愛倫（證券登記）有限公司及秘書商業服務有限公司相繼成立。同時，在合併前的容永道會計師事務所（羅兵咸永道會計師事務所前身）當時旗下的雅柏勤（香港）有限公司亦於同期成立。
1974年，在合併前的安永會計師事務所的旗下登捷時有限公司成立。1991年，雅柏勤（香港）有限公司更名為雅柏勤證券登記有限公司。
2000年，東亞銀行收購秘書商業服務有限公司。2001年，秘書商業服務有限公司收購雅柏勤證券登記有限公司。
2002年，組成卓佳集團有限公司，並收購登捷時有限公司。2003年1月10日，由雅柏勤證券登記有限公司、準誠證券登記有限公司、廣進證券登記有限公司、標準證券登記有限公司、秘書商業服務有限公司及登捷時有限公司組成的卓佳集團有限公司，由2003年1月10日起，卓佳集團分階段把所有業務營運遷往專設於灣仔東亞銀行港灣中心之全新總辦事處，整項搬遷行動於2003年2月17日完成。
2003年10月7日，卓佳專業商務有限公司、卓佳證券登記有限公司成立。2004年9月20日，上海登捷時諮詢有限公司在上海成立。
2006年1月3日，證券登記服務處（Share Registration Public Office）遷入香港灣仔皇后大道東28號金鐘匯中心26字樓；同年1月16日，卓佳集團之總辦事處亦遷入對面馬路的香港灣仔皇后大道東1號大古廣場三座25-28字樓。
2007年8月1日起，卓佳專業商務有限公司旗下各股票過戶處統一採用「卓佳」名號。2013年9月3日，卓佳集團之總辦事處遷入香港灣仔皇后大道東183號合和中心18-24及54字樓。
2016年6月初，東亞銀行有意出售旗下卓佳集團並徵求買家，超過10家公司表達接手意願。同年10月5日，東亞銀行和新創建集團以64.697億港元現金出售持有75.61%及24.39%權益的卓佳集團全部權益给私募股權投資基金Permira旗下Trivium。截至2015年12月31日止財政年度，卓佳的所呈報資產凈值為港幣19.926億元，除稅後溢利凈額為港幣2.928億元。
2020年12月11日，卓佳集團宣布跟匯豐合作，為旗下e-IPO白表的手機應用程式卓佳IPO新增「智付易」功能，以匯豐的實時直接扣賬方案作支援，為申請IPO的用戶提供快捷安全的付款方式。

## 各附屬股票過戶登記處資料
- Tricor Investor Services Limited 卓佳證券登記有限公司（名稱不變）
- Abacus Share Registrars Limited 雅柏勤證券登記有限公司（Tricor Abacus Limited 卓佳雅柏勤有限公司）
- Friendly Registrars Limited 準誠證券登記有限公司（Tricor Friendly Limited 卓佳準誠有限公司）
- Progressive Registration Limited 廣進證券登記有限公司（Tricor Progressive Limited 卓佳廣進有限公司）
- Secretaries Limited 秘書商業服務有限公司（Tricor Secretaries Limited 卓佳秘書商務有限公司）
- Standard Registrars Limited 標準証券登記有限公司（Tricor Standard Limited 卓佳標準有限公司）
- Tengis Limited 登捷時有限公司（Tricor Tengis Limited 卓佳登捷時有限公司）

## 外部連結
- 香港 - 卓佳專業商務有限公司（页面存档备份，存于）
- 中國 - 东亚卓佳咨询 (北京) 有限公司
- 新加坡 - Tricor Singapore Pte Limited